# Котласский район
Ко́тласский райо́н — административно-территориальная единица (район) в Архангельской области Российской Федерации. В рамках организации местного самоуправления в его границах функционирует муниципальное образование Котласский муниципальный округ (с 2004 до 2022 гг. — муниципальный район).
Административный центр — город Котлас (в состав района не входит).

## География
Котласский район приравнен к районам Крайнего Севера.
Расположен в юго-восточной части Архангельской области, площадь территории — 6,3 тыс. км².
Граничит:
- на западе с Устьянским районом
- на севере с Красноборским районом
- на северо-востоке с Ленским районом
- на востоке c Вилегодским районом
- на юго-востоке с Лузским районом Кировской области
- на юге с Великоустюгским районом Вологодской области

Также территория муниципального района граничит с территорией двух самостоятельных муниципальных образований (городских округов) Архангельской области: город Коряжма и Котлас.
В районе сливаются две крупные реки — Северной Двины и Вычегды, а также протекают реки Малая Северная Двина, Лименда, Реваж, Устья, Большая Коряжемка, Малая Коряжемка, Варзокса, Ныромка, Виледь, Уртомаж, Нижняя Ёрга, Ухтомка.

## История
Район образован 25 июня 1924 года в составе Северо-Двинской губернии РСФСР. 29 марта 1928 года было принято решение о присоединении Сольвычегодского района с 13 сельскими советами к Котласскому.
В 1929 году Котласский район вошёл в состав Северного края.
В 1931 году Постановлением ВЦИКа и Севкрайисполкома к Котласскому району были присоединены 11 сельсоветов Красноборского района.
После принятия 5 декабря 1936 года VIII чрезвычайным съездом Советов СССР Конституции СССР, в соответствии со статьёй 22 Конституции Северный край был упразднён, а территория Котласского района вошла в состав Северной области, в 1937 году — в состав Архангельской области.
В 1938 году при повторном образовании Сольвычегодского района в него были переданы 11 сельсоветов, но в 1958 году Сольвычегодский район был упразднён, а вся его территория передана обратно в Котласский район.

## Население
| 1934    | 2002    | 2007    | 2008    | 2009    | 2010    | 2011    | 2012    | 2013    |
| ------- | ------- | ------- | ------- | ------- | ------- | ------- | ------- | ------- |
| 93 363  | ↘24 964 | ↘22 500 | ↘22 307 | ↘22 139 | ↘21 005 | ↘20 856 | ↘20 722 | ↘20 442 |
| 2014    | 2015    | 2016    | 2017    | 2018    | 2019    | 2020    | 2021    | 2023    |
| ↘20 138 | ↘19 855 | ↘19 675 | ↘19 386 | ↘19 143 | ↘18 894 | ↘18 526 | ↘17 281 | ↘17 228 |

До 1985 года Коряжма входила в состав Котласского района.

### Урбанизация
Городское население (город Сольвычегодск, рабочие посёлки Приводино и Шипицыно) составляет 49,49 % от всего населения района.

### Национальный состав
По итогам переписи населения 2020 года проживали следующие национальности (национальности менее 0,1 % и другое, см. в сноске к строке «Другие»):
| Национальность | Численность, чел. | Доля     |
| -------------- | ----------------- | -------- |
| Русские        | 16 453            | 95,21 %  |
| Украинцы       | 72                | 0,42 %   |
| Молдаване      | 21                | 0,12 %   |
| Татары         | 20                | 0,12 %   |
| Другие         | 715               | 4,13 %   |
| Итого          | 17 281            | 100,00 % |

## Административное деление
В Котласский район как административно-территориальную единицу области входят 1 город районного значения и 2 посёлка городского типа (в рамках которых были образованы одноимённые городские поселения), а также 11 сельсоветов: Черемушский, Савватиевский, Вотлажемский и Коряжемский сельсоветы (в границах которые было образовано одно сельское поселение — Черемушское); Удимский и Удимовский сельсоветы (вошли в Приводинское городское поселение); Харитоновский, Песчанский, Сольвычегодский и Пачеозерский сельсоветы (вошли в Сольвычегодское городское поселение); Забелинский сельсовет (вошёл в Шипицынское городское поселение).
С 2004 до 2022 гг. в Котласский муниципальный район входили 4 муниципальных образования, в том числе 3 городских поселения и 1 сельское поселение.
| №        | Муниципальное образование | Административный центр    | Количество населённых пунктов | Население (чел.) | Площадь (км²) |
| -------- | ------------------------- | ------------------------- | ----------------------------- | ---------------- | ------------- |
| 1e-06    | Городские поселения       |                           |                               |                  |               |
| 1        | Приводинское              | рабочий посёлок Приводино | 70                            | ↗6678            | 1569,87       |
| 2        | Сольвычегодское           | город Сольвычегодск       | 94                            | ↘3876            | 2190,73       |
| 3        | Шипицынское               | рабочий посёлок Шипицыно  | 59                            | ↗4515            | 706,29        |
| 3.000002 | Сельское поселение        |                           |                               |                  |               |
| 4        | Черемушское               | город Котлас              | 83                            | ↘2212            | 1795,22       |

В апреле 2022 года все городские и сельское поселения муниципального района были упразднены и преобразованы путём их объединения в Котласский муниципальный округ.

## Населённые пункты
В Котласском районе 306 населённых пунктов.
| №   | Населённый пункт     | Тип                     | Население | Бывшее муниципальное образование |
| --- | -------------------- | ----------------------- | --------- | -------------------------------- |
| 1   | Абрамиха             | деревня                 | ↗5        | Сольвычегодское                  |
| 2   | Абросовская          | деревня                 | →1        | Черемушское                      |
| 3   | Алексино             | деревня                 | ↘10       | Приводинское                     |
| 4   | Андреевская          | деревня                 | ↗98       | Сольвычегодское                  |
| 5   | Андрияново           | деревня                 | →0        | Шипицынское                      |
| 6   | Аносово              | деревня                 | →1        | Приводинское                     |
| 7   | Артемиха             | деревня                 | →0        | Шипицынское                      |
| 8   | Артюковская          | деревня                 | ↘3        | Шипицынское                      |
| 9   | Башарово             | деревня                 | ↗2        | Черемушское                      |
| 10  | Белавинская          | деревня                 | ↘2        | Шипицынское                      |
| 11  | Белые                | деревня                 | ↘1        | Шипицынское                      |
| 12  | Бердяиха             | деревня                 | ↘0        | Черемушское                      |
| 13  | Берег                | деревня                 | ↗3        | Сольвычегодское                  |
| 14  | Берег                | деревня                 | ↗2        | Сольвычегодское                  |
| 15  | Береговая Горка      | деревня                 | ↘10       | Шипицынское                      |
| 16  | Березник             | деревня                 | ↘0        | Приводинское                     |
| 17  | Березник             | деревня                 | ↘0        | Сольвычегодское                  |
| 18  | Берёзовый            | станция                 | ↗2        | Черемушское                      |
| 19  | Бехтериха            | деревня                 | →0        | Шипицынское                      |
| 20  | Блок-пост 425 км     | железнодорожный разъезд | ↗2        | Черемушское                      |
| 21  | Большая Маминская    | деревня                 | ↘4        | Приводинское                     |
| 22  | Большое Михалёво     | деревня                 | ↘4        | Приводинское                     |
| 23  | Большое Рычково      | деревня                 | ↘1        | Сольвычегодское                  |
| 24  | Большой Уртомаж      | деревня                 | ↗11       | Шипицынское                      |
| 25  | Борисовская          | деревня                 | →0        | Черемушское                      |
| 26  | Борки                | деревня                 | ↗357      | Черемушское                      |
| 27  | Боровинка            | деревня                 | ↘2        | Черемушское                      |
| 28  | Борок                | деревня                 | →1        | Сольвычегодское                  |
| 29  | Бугино               | деревня                 | →2        | Приводинское                     |
| 30  | Бурмасово            | деревня                 | →14       | Черемушское                      |
| 31  | Бутова Кулига        | деревня                 | ↗4        | Шипицынское                      |
| 32  | Ваганы               | деревня                 | →0        | Приводинское                     |
| 33  | Ванево               | деревня                 | →2        | Черемушское                      |
| 34  | Варавино             | деревня                 | →1        | Черемушское                      |
| 35  | Варнавино            | деревня                 | ↘15       | Приводинское                     |
| 36  | Васильевская         | деревня                 | →0        | Сольвычегодское                  |
| 37  | Ватса                | железнодорожная станция | ↘11       | Черемушское                      |
| 38  | Вахонино             | деревня                 | ↘7        | Приводинское                     |
| 39  | Вершина              | деревня                 | →0        | Черемушское                      |
| 40  | Вишняково            | деревня                 | →0        | Сольвычегодское                  |
| 41  | Водокачка-Местечко   | деревня                 | →2        | Приводинское                     |
| 42  | Воильцево            | деревня                 | ↗15       | Сольвычегодское                  |
| 43  | Вондокурье           | деревня                 | →8        | Приводинское                     |
| 44  | Воробино             | деревня                 | ↗1        | Черемушское                      |
| 45  | Воросцово            | деревня                 | →0        | Сольвычегодское                  |
| 46  | Выползово            | деревня                 | ↗2        | Черемушское                      |
| 47  | Выставка             | деревня                 | ↘60       | Черемушское                      |
| 48  | Выставка             | деревня                 | →1        | Приводинское                     |
| 49  | Выставка             | деревня                 | ↘67       | Сольвычегодское                  |
| 50  | Гагарки              | деревня                 | →0        | Шипицынское                      |
| 51  | Голышкино            | деревня                 | →0        | Шипицынское                      |
| 52  | Гора                 | деревня                 | →0        | Черемушское                      |
| 53  | Горбуниха            | деревня                 | ↗8        | Сольвычегодское                  |
| 54  | Горки                | деревня                 | →0        | Черемушское                      |
| 55  | Городище             | деревня                 | ↗76       | Сольвычегодское                  |
| 56  | Григорово            | деревня                 | ↗611      | Сольвычегодское                  |
| 57  | Грихнево             | деревня                 | ↘0        | Сольвычегодское                  |
| 58  | Гришановская         | деревня                 | ↘0        | Сольвычегодское                  |
| 59  | Гусево               | деревня                 | ↘4        | Шипицынское                      |
| 60  | Гусиха               | деревня                 | ↘9        | Сольвычегодское                  |
| 61  | Данилово             | деревня                 | ↘5        | Приводинское                     |
| 62  | Дворище              | деревня                 | →0        | Сольвычегодское                  |
| 63  | Деминская            | деревня                 | ↘3        | Черемушское                      |
| 64  | Дмитриево            | деревня                 | →1        | Приводинское                     |
| 65  | Дубровец             | деревня                 | →0        | Сольвычегодское                  |
| 66  | Дурницино            | деревня                 | ↘5        | Черемушское                      |
| 67  | Егово                | деревня                 | ↘3        | Приводинское                     |
| 68  | Езюкино              | деревня                 | →0        | Черемушское                      |
| 69  | Емельяниха           | деревня                 | ↗7        | Черемушское                      |
| 70  | Ёрга                 | посёлок                 | ↗405      | Приводинское                     |
| 71  | Ерофеево             | деревня                 | →0        | Приводинское                     |
| 72  | Ескино               | деревня                 | →0        | Шипицынское                      |
| 73  | Ефремовская          | деревня                 | ↘1        | Шипицынское                      |
| 74  | Забелинская          | деревня                 | ↗110      | Приводинское                     |
| 75  | Забелинская          | деревня                 | ↗65       | Шипицынское                      |
| 76  | Забелье              | посёлок                 | ↗2        | Приводинское                     |
| 77  | Заберезник           | деревня                 | ↗1        | Шипицынское                      |
| 78  | Заберезье            | деревня                 | ↗12       | Приводинское                     |
| 79  | Заболотье            | деревня                 | →7        | Сольвычегодское                  |
| 80  | Заболотье            | деревня                 | ↘12       | Сольвычегодское                  |
| 81  | Задовая              | посёлок                 | ↗76       | Сольвычегодское                  |
| 82  | Зажегино             | деревня                 | →0        | Черемушское                      |
| 83  | Залупья              | деревня                 | →0        | Черемушское                      |
| 84  | Замелкишна           | деревня                 | ↗7        | Черемушское                      |
| 85  | Заовражье            | деревня                 | ↘4        | Черемушское                      |
| 86  | Заосечная            | деревня                 | ↘1        | Черемушское                      |
| 87  | Заостровье           | деревня                 | →9        | Черемушское                      |
| 88  | Запань Нижняя Лупья  | деревня                 | →0        | Черемушское                      |
| 89  | Зарубенка            | деревня                 | →0        | Сольвычегодское                  |
| 90  | Затон                | деревня                 | ↘1        | Черемушское                      |
| 91  | Заухтомье            | деревня                 | →0        | Черемушское                      |
| 92  | Захарино             | деревня                 | ↘0        | Черемушское                      |
| 93  | Захарино             | деревня                 | ↘7        | Шипицынское                      |
| 94  | Зыкова Гора          | деревня                 | →2        | Черемушское                      |
| 95  | Ивановская           | деревня                 | ↘0        | Черемушское                      |
| 96  | Ивановская           | деревня                 | ↘21       | Шипицынское                      |
| 97  | Ивовец               | деревня                 | ↗3        | Черемушское                      |
| 98  | Икса Мельница        | деревня                 | →7        | Сольвычегодское                  |
| 99  | Кальтино             | деревня                 | →0        | Черемушское                      |
| 100 | Каменка              | деревня                 | →0        | Черемушское                      |
| 101 | Канза Новая          | деревня                 | ↗7        | Шипицынское                      |
| 102 | Канза Старая         | деревня                 | ↘1        | Шипицынское                      |
| 103 | Канифольный          | посёлок                 | →0        | Сольвычегодское                  |
| 104 | Кепушково            | деревня                 | ↗4        | Сольвычегодское                  |
| 105 | Кириллово            | деревня                 | ↗6        | Черемушское                      |
| 106 | Княжа                | деревня                 | ↗7        | Сольвычегодское                  |
| 107 | Княжево              | деревня                 | ↗20       | Шипицынское                      |
| 108 | Княжица              | деревня                 | ↘3        | Сольвычегодское                  |
| 109 | Княщина              | деревня                 | ↘0        | Шипицынское                      |
| 110 | Козловка 1-я         | деревня                 | ↗25       | Сольвычегодское                  |
| 111 | Козловка 2-я         | деревня                 | →1        | Сольвычегодское                  |
| 112 | Козьмино             | деревня                 | ↘3        | Черемушское                      |
| 113 | Кононово             | деревня                 | ↘0        | Шипицынское                      |
| 114 | Константиновская     | деревня                 | ↘0        | Сольвычегодское                  |
| 115 | Копосово             | деревня                 | ↘3        | Приводинское                     |
| 116 | Копосово             | посёлок                 | ↘8        | Приводинское                     |
| 117 | Коряжемка            | деревня                 | ↘4        | Черемушское                      |
| 118 | Костянка             | деревня                 | →0        | Черемушское                      |
| 119 | Котельниково         | деревня                 | ↘5        | Черемушское                      |
| 120 | Коченьга             | деревня                 | →0        | Черемушское                      |
| 121 | Кочинок              | деревня                 | ↗2        | Сольвычегодское                  |
| 122 | Красавино            | деревня                 | ↗10       | Шипицынское                      |
| 123 | Красная Гора         | деревня                 | ↗137      | Шипицынское                      |
| 124 | Красная Заря         | деревня                 | →0        | Приводинское                     |
| 125 | Круглица             | посёлок                 | ↘1        | Сольвычегодское                  |
| 126 | Круглый Наволок      | деревня                 | →0        | Сольвычегодское                  |
| 127 | Кудрино              | деревня                 | ↘0        | Черемушское                      |
| 128 | Кузнецово            | деревня                 | ↘12       | Приводинское                     |
| 129 | Кузнецово            | деревня                 | ↘0        | Сольвычегодское                  |
| 130 | Кузнецово            | деревня                 | ↘5        | Шипицынское                      |
| 131 | Кузнечиха            | деревня                 | ↗57       | Приводинское                     |
| 132 | Кузьминка            | деревня                 | →0        | Сольвычегодское                  |
| 133 | Кузьминская          | деревня                 | →0        | Шипицынское                      |
| 134 | Куимиха              | деревня                 | ↗587      | Приводинское                     |
| 135 | Кулига               | деревня                 | ↗4        | Черемушское                      |
| 136 | Кунчаевская          | деревня                 | ↘5        | Шипицынское                      |
| 137 | Курцево              | деревня                 | ↗545      | Приводинское                     |
| 138 | Кушево               | деревня                 | →0        | Приводинское                     |
| 139 | Лайково              | деревня                 | →0        | Сольвычегодское                  |
| 140 | Леонтьевская         | деревня                 | ↗1        | Черемушское                      |
| 141 | Лесной 14-го км      | посёлок                 | ↗7        | Сольвычегодское                  |
| 142 | Липово               | деревня                 | ↗1        | Черемушское                      |
| 143 | Лыщево               | деревня                 | →0        | Черемушское                      |
| 144 | Макарово             | деревня                 | ↘4        | Черемушское                      |
| 145 | Макарово             | деревня                 | ↗2        | Сольвычегодское                  |
| 146 | Малая Маминская      | деревня                 | ↗4        | Приводинское                     |
| 147 | Малое Михалёво       | деревня                 | ↘27       | Приводинское                     |
| 148 | Малое Рычково        | деревня                 | →0        | Сольвычегодское                  |
| 149 | Малый Уртомаж        | деревня                 | ↗84       | Шипицынское                      |
| 150 | Медведка             | деревня                 | ↘192      | Приводинское                     |
| 151 | Медведки             | деревня                 | ↘1        | Черемушское                      |
| 152 | Межник               | деревня                 | →0        | Приводинское                     |
| 153 | Метлино              | деревня                 | ↗17       | Сольвычегодское                  |
| 154 | Милино               | деревня                 | →0        | Сольвычегодское                  |
| 155 | Миневская            | деревня                 | →0        | Черемушское                      |
| 156 | Минина Полянка       | деревня                 | ↘12       | Приводинское                     |
| 157 | Михалево             | деревня                 | →3        | Сольвычегодское                  |
| 158 | Михалиха             | деревня                 | →0        | Шипицынское                      |
| 159 | Михеевская           | деревня                 | →2        | Сольвычегодское                  |
| 160 | Мишковская Новая     | деревня                 | →3        | Шипицынское                      |
| 161 | Мишковская Старая    | деревня                 | ↘0        | Шипицынское                      |
| 162 | Мокеиха              | деревня                 | →0        | Сольвычегодское                  |
| 163 | Мокрая Горка         | деревня                 | ↘3        | Черемушское                      |
| 164 | Молодиловская        | деревня                 | ↘31       | Шипицынское                      |
| 165 | Мотьма               | посёлок                 | →0        | Сольвычегодское                  |
| 166 | Мысок                | деревня                 | ↗1        | Шипицынское                      |
| 167 | Наволок              | деревня                 | ↘4        | Черемушское                      |
| 168 | Наледино             | деревня                 | ↘73       | Приводинское                     |
| 169 | Нарадцево            | деревня                 | ↗1        | Приводинское                     |
| 170 | Насадниково          | деревня                 | ↘2        | Сольвычегодское                  |
| 171 | Наумовская           | деревня                 | →0        | Сольвычегодское                  |
| 172 | Нечаиха              | деревня                 | ↘0        | Шипицынское                      |
| 173 | Нечаиха              | посёлок                 | ↘28       | Шипицынское                      |
| 174 | Новая Гарь           | станция                 | ↘16       | Черемушское                      |
| 175 | Новиково             | деревня                 | ↗50       | Сольвычегодское                  |
| 176 | Новинки              | деревня                 | →3        | Приводинское                     |
| 177 | Новинки              | деревня                 | ↘4        | Шипицынское                      |
| 178 | Новое Село           | деревня                 | ↘1        | Приводинское                     |
| 179 | Ногинская            | деревня                 | ↗2        | Приводинское                     |
| 180 | Нырма                | деревня                 | ↘13       | Черемушское                      |
| 181 | Нюба                 | деревня                 | ↗6        | Сольвычегодское                  |
| 182 | Овечкино             | деревня                 | ↘1        | Черемушское                      |
| 183 | Окуловка             | деревня                 | ↗99       | Сольвычегодское                  |
| 184 | Олюшино              | деревня                 | →1        | Черемушское                      |
| 185 | Олюшино              | деревня                 | ↗20       | Приводинское                     |
| 186 | Осокорская           | деревня                 | →37       | Черемушское                      |
| 187 | Осолово              | деревня                 | ↗4        | Сольвычегодское                  |
| 188 | Павловское           | деревня                 | ↘0        | Приводинское                     |
| 189 | Первомайская         | деревня                 | ↗2        | Приводинское                     |
| 190 | Первомайская         | деревня                 | ↗2        | Приводинское                     |
| 191 | Первомайский         | посёлок                 | ↘0        | Черемушское                      |
| 192 | Першаковская         | деревня                 | →3        | Сольвычегодское                  |
| 193 | Песчаница            | деревня                 | ↗15       | Черемушское                      |
| 194 | Песчанка             | деревня                 | ↗57       | Черемушское                      |
| 195 | Петровская           | деревня                 | ↘1        | Приводинское                     |
| 196 | Петровские           | деревня                 | ↘2        | Шипицынское                      |
| 197 | Петровские Отставные | деревня                 | ↘3        | Шипицынское                      |
| 198 | Петровские Средние   | деревня                 | ↘0        | Шипицынское                      |
| 199 | Петряиха             | деревня                 | →0        | Сольвычегодское                  |
| 200 | Печерино             | деревня                 | ↘76       | Шипицынское                      |
| 201 | Пица Большая         | деревня                 | →0        | Сольвычегодское                  |
| 202 | Пица Малая           | деревня                 | →0        | Сольвычегодское                  |
| 203 | Плесо                | деревня                 | →0        | Черемушское                      |
| 204 | Плешкино             | деревня                 | ↘1        | Приводинское                     |
| 205 | Погорелка Большая    | деревня                 | →2        | Сольвычегодское                  |
| 206 | Погорелка Малая      | деревня                 | ↗1        | Сольвычегодское                  |
| 207 | Подосокорье          | деревня                 | →0        | Приводинское                     |
| 208 | Пожарище             | деревня                 | ↘2        | Сольвычегодское                  |
| 209 | Поздышево            | деревня                 | ↘14       | Сольвычегодское                  |
| 210 | Покрово              | деревня                 | →0        | Черемушское                      |
| 211 | Посегово             | деревня                 | ↗5        | Приводинское                     |
| 212 | Посна                | деревня                 | ↗6        | Черемушское                      |
| 213 | Починок              | деревня                 | ↗1        | Шипицынское                      |
| 214 | Починок Новый        | деревня                 | →0        | Шипицынское                      |
| 215 | Починок Сидоров      | деревня                 | ↘1        | Приводинское                     |
| 216 | Пошуповская          | деревня                 | ↘1        | Шипицынское                      |
| 217 | Прела                | деревня                 | ↘1        | Приводинское                     |
| 218 | Приводино            | рабочий посёлок         | ↘3108     | Приводинское                     |
| 219 | Прилук               | деревня                 | ↘2        | Черемушское                      |
| 220 | Прислон              | деревня                 | ↘42       | Приводинское                     |
| 221 | Прислон Большой      | деревня                 | ↗2        | Приводинское                     |
| 222 | Прошутино            | деревня                 | ↗1        | Приводинское                     |
| 223 | Пряновская           | деревня                 | →0        | Сольвычегодское                  |
| 224 | Пускино              | деревня                 | →0        | Приводинское                     |
| 225 | Пустошь              | деревня                 | ↘0        | Черемушское                      |
| 226 | Пыляево              | деревня                 | ↘2        | Шипицынское                      |
| 227 | Равдуга              | деревня                 | ↘1        | Сольвычегодское                  |
| 228 | Рагозиха             | деревня                 | →0        | Сольвычегодское                  |
| 229 | Рассека              | деревня                 | ↗2        | Приводинское                     |
| 230 | Реваж                | посёлок                 | ↗189      | Приводинское                     |
| 231 | Рековское            | деревня                 | →1        | Сольвычегодское                  |
| 232 | Речная               | деревня                 | ↗4        | Сольвычегодское                  |
| 233 | Рогозинская          | деревня                 | ↗6        | Сольвычегодское                  |
| 234 | Русло                | разъезд                 | →0        | Черемушское                      |
| 235 | Рысья                | деревня                 | ↘11       | Приводинское                     |
| 236 | Савватия             | посёлок                 | ↘350      | Черемушское                      |
| 237 | Савино               | деревня                 | →0        | Шипицынское                      |
| 238 | Сазониха             | деревня                 | ↘0        | Сольвычегодское                  |
| 239 | Сакушево             | деревня                 | →0        | Приводинское                     |
| 240 | Сведомково           | деревня                 | ↘3        | Черемушское                      |
| 241 | Секиринская          | деревня                 | ↘3        | Сольвычегодское                  |
| 242 | Семиндяиха           | деревня                 | ↗41       | Сольвычегодское                  |
| 243 | Слободинская         | деревня                 | ↘10       | Сольвычегодское                  |
| 244 | Слободской           | посёлок                 | ↗24       | Сольвычегодское                  |
| 245 | Словенское           | деревня                 | ↗2        | Приводинское                     |
| 246 | Слуда Муравинская    | деревня                 | →2        | Приводинское                     |
| 247 | Смольниковская       | деревня                 | ↘4        | Сольвычегодское                  |
| 248 | Согра                | деревня                 | ↘4        | Черемушское                      |
| 249 | Соколово-Большое     | деревня                 | ↗6        | Сольвычегодское                  |
| 250 | Соколья Горка        | деревня                 | ↘15       | Шипицынское                      |
| 251 | Сольвычегодск        | город                   | ↘1858     | Сольвычегодское                  |
| 252 | Сосновская           | деревня                 | ↘3        | Черемушское                      |
| 253 | Степанидово          | деревня                 | ↘15       | Шипицынское                      |
| 254 | Степаниха            | деревня                 | →0        | Черемушское                      |
| 255 | Степановская         | деревня                 | ↘1        | Шипицынское                      |
| 256 | Степановская Большая | деревня                 | ↘30       | Сольвычегодское                  |
| 257 | Стража               | деревня                 | ↘1        | Черемушское                      |
| 258 | Стрекалово           | деревня                 | ↗5        | Приводинское                     |
| 259 | Студениха            | деревня                 | ↘10       | Приводинское                     |
| 260 | Сухой Бор Большой    | деревня                 | ↗8        | Шипицынское                      |
| 261 | Сухой Бор Малый      | деревня                 | →0        | Шипицынское                      |
| 262 | Трегубовская         | деревня                 | →2        | Сольвычегодское                  |
| 263 | Труфаново            | деревня                 | ↗5        | Приводинское                     |
| 264 | Туйково              | деревня                 | ↘0        | Черемушское                      |
| 265 | Тулубьево            | деревня                 | ↗45       | Сольвычегодское                  |
| 266 | Тулубьево            | посёлок                 | ↘6        | Сольвычегодское                  |
| 267 | Туровец              | деревня                 | ↗6        | Шипицынское                      |
| 268 | Тючкино              | деревня                 | ↘26       | Сольвычегодское                  |
| 269 | Удимский             | посёлок                 | ↗2463     | Приводинское                     |
| 270 | Улыбино              | деревня                 | ↗1        | Приводинское                     |
| 271 | Усадьба ПМК          | деревня                 | ↘75       | Сольвычегодское                  |
| 272 | Усово                | деревня                 | ↘1        | Шипицынское                      |
| 273 | Усть-Курья           | деревня                 | ↗11       | Шипицынское                      |
| 274 | Уткино               | деревня                 | →0        | Сольвычегодское                  |
| 275 | Фаустово             | деревня                 | ↗6        | Шипицынское                      |
| 276 | Федотовская          | деревня                 | ↘552      | Шипицынское                      |
| 277 | Федяково             | деревня                 | ↘0        | Сольвычегодское                  |
| 278 | Фильки-Щелкуново     | деревня                 | →1        | Сольвычегодское                  |
| 279 | Фроловская           | деревня                 | ↘3        | Сольвычегодское                  |
| 280 | Фуфаевская           | деревня                 | ↗2        | Сольвычегодское                  |
| 281 | Хаминово             | деревня                 | ↘4        | Черемушское                      |
| 282 | Хариковская          | деревня                 | ↗20       | Сольвычегодское                  |
| 283 | Харитоново           | посёлок                 | ↗1419     | Сольвычегодское                  |
| 284 | Харитоново           | деревня                 | ↘26       | Шипицынское                      |
| 285 | Хохлово              | деревня                 | ↗10       | Приводинское                     |
| 286 | Циренниково          | деревня                 | ↘9        | Сольвычегодское                  |
| 287 | Черёмушский          | посёлок                 | ↘1050     | Черемушское                      |
| 288 | Черепиха             | деревня                 | ↘0        | Черемушское                      |
| 289 | Чернецкая            | деревня                 | ↘8        | Сольвычегодское                  |
| 290 | Чесноково            | деревня                 | →0        | Черемушское                      |
| 291 | Чупаново             | деревня                 | ↘1        | Черемушское                      |
| 292 | Чуркино              | деревня                 | ↗32       | Приводинское                     |
| 293 | Шамаиха              | деревня                 | ↗5        | Сольвычегодское                  |
| 294 | Швецово              | деревня                 | →0        | Черемушское                      |
| 295 | Шешурово             | деревня                 | ↗8        | Сольвычегодское                  |
| 296 | Шиврино              | деревня                 | ↗16       | Сольвычегодское                  |
| 297 | Шилово               | деревня                 | →0        | Приводинское                     |
| 298 | Шипицыно             | рабочий посёлок         | ↗3560     | Шипицынское                      |
| 299 | Шишкино              | деревня                 | ↘3        | Шипицынское                      |
| 300 | Шобья                | деревня                 | →1        | Черемушское                      |
| 301 | Шопорово             | деревня                 | →0        | Приводинское                     |
| 302 | Ядриха               | деревня                 | ↗189      | Приводинское                     |
| 303 | Язинецкая Гора       | деревня                 | ↘3        | Черемушское                      |
| 304 | Яковлево             | деревня                 | →0        | Сольвычегодское                  |
| 305 | Ямское               | село                    | ↗8        | Черемушское                      |
| 306 | Яндовище             | деревня                 | ↗10       | Приводинское                     |

## Символика
На гербе Котласского района присутствует стилизованное изображение динозавра, символизирующее открытия палеонтолога Владимира Прохоровича Амалицкого на его территории.

## Экономика
В пгт Приводино — нефтеперекачивающая станция «Приводино» (нефтепровод «Ухта—Ярославль») Северных магистральных нефтепроводов и база линейного производственного управления магистральных газопроводов (по газопроводу «Сияние Севера»).
Основные предприятия района в лесной отрасли:
- Нюбский леспромхоз
- Ерогодский ЛПХ (в посёлке Удимский)
- Котласский лесопункт

## Транспорт
Район пересекается железными дорогами: «Москва—Воркута», «Котлас—Киров—Пермь», «Котлас — Великий Устюг».
Крупнейший железнодорожный узел для района расположен в городе Котлас, станция Котлас Южный.
Основной автомобильной дорогой района является федеральная трасса А123, проходящая через Котлас, Вычегодский, Коряжму и выходящая на Республику Коми. От трассы выходит прямая автодорога «Усть-Вага — Ядриха» на Архангельск.

## Образование
В районе 28 учреждений образования:
- 12 дошкольных образовательных учреждений,
- 14 школ,
- две музыкальные школы.

## Культура
В районе 42 учреждения культуры:
- 19 домов культуры и клубов,
- 19 библиотек.

## Археология и палеонтология
- Мезолитические стоянки открыты около деревни Нечаиха, рядом с посёлком Приводино, под Сольвычегодском, около деревни Филичаевская Песчанского сельсовета (стоянки Филичаевская-2 и Филичаевская-3), около деревни Комарица (Вонгода-1). Неолитические стоянки обнаружены у деревень Усово и Усть-Курье[33].
- У деревни Новинки в 1899 году профессор В. П. Амалицкий обнаружил в береговых обнажениях костеносных линз песков «Соколки» кладбище животных пермского периода (северодвинская фауна — двиния, котлассия, двинозавр, иностранцевия, православлевия и др.). Линза местонахождения Соколки является реперной для Соколковского субкомплекса[34].

## Достопримечательности
- Сольвычегодский историко-художественный музей.
- В районе действует комплексный государственный биологический охотничий заказник областного значения «Сольвычегодский».
- В деревне Медведки (Вотлажма) находится дом-музей Н. Г. Кузнецова.

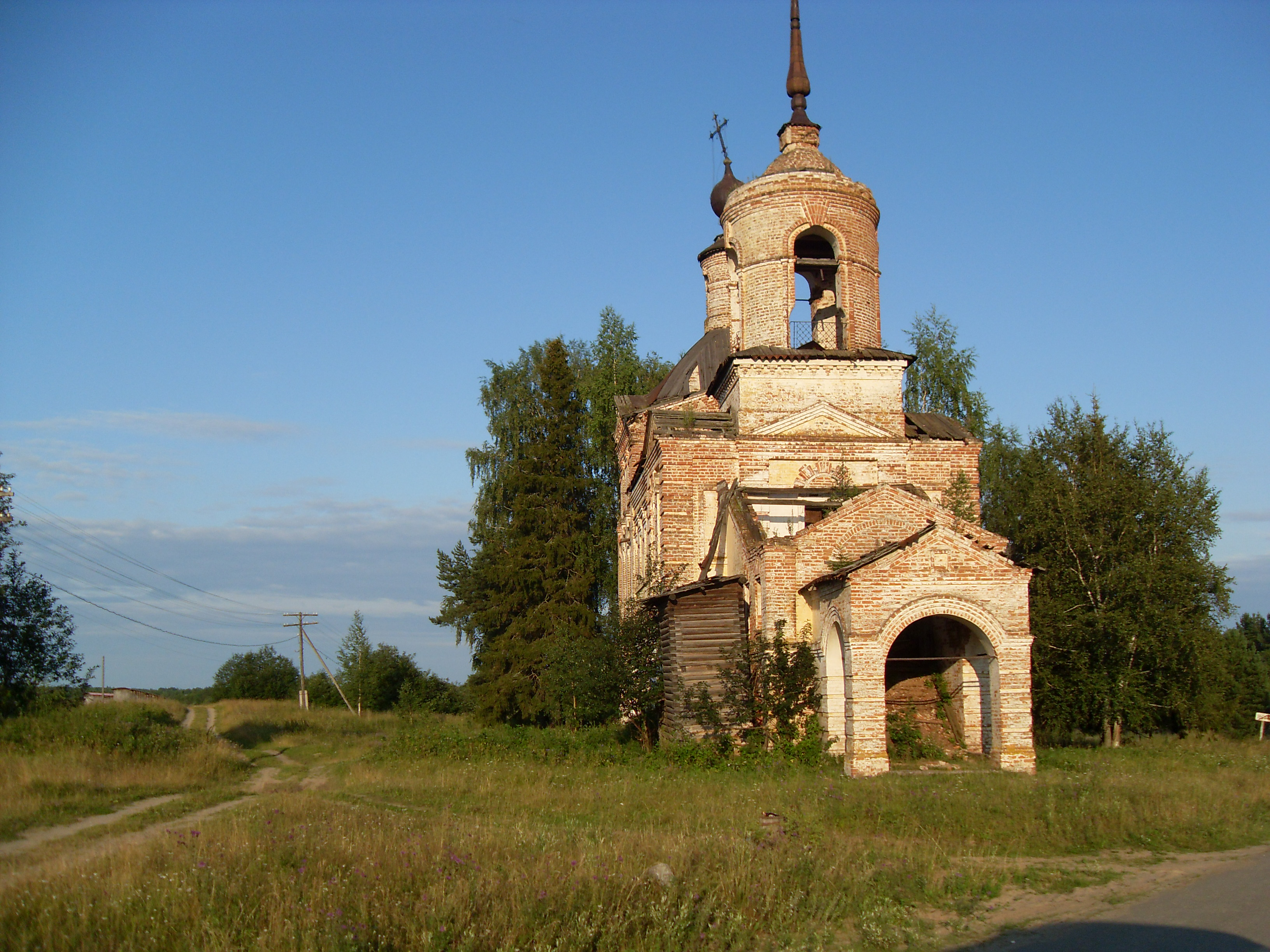
Здание церкви Николая Чудотворца в селе Нюба.  Памятник культурного наследия России[35].

## Люди, связанные с районом
- Зинин, Борис Михайлович ( 12 мая 1941 года, Минина Полянка в Котласском районе Архангельской области России, СССР — 21 октября 2023 год, Астрахань) — российский военачальник, командующий Каспийской военной флотилией (1992 -1996), вице-адмирал (1992)[36]
- Кузнецов Николай Герасимович (1904—1974) — адмирал Флота Советского Союза, Герой Советского Союза.
- Шашков Зосима Алексеевич — министр речного флота

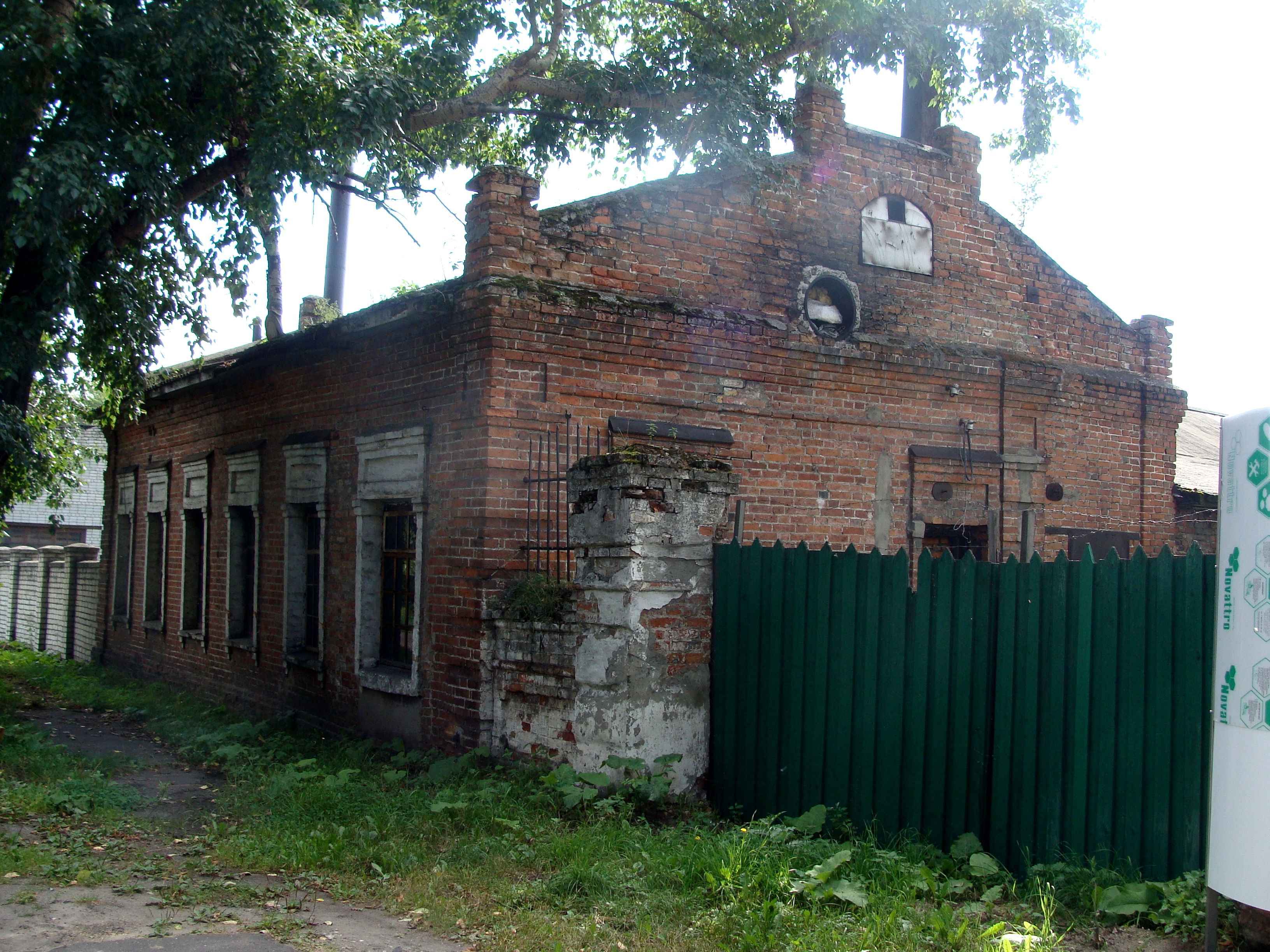
Электростанция конца XIX века, Сольвычегодск
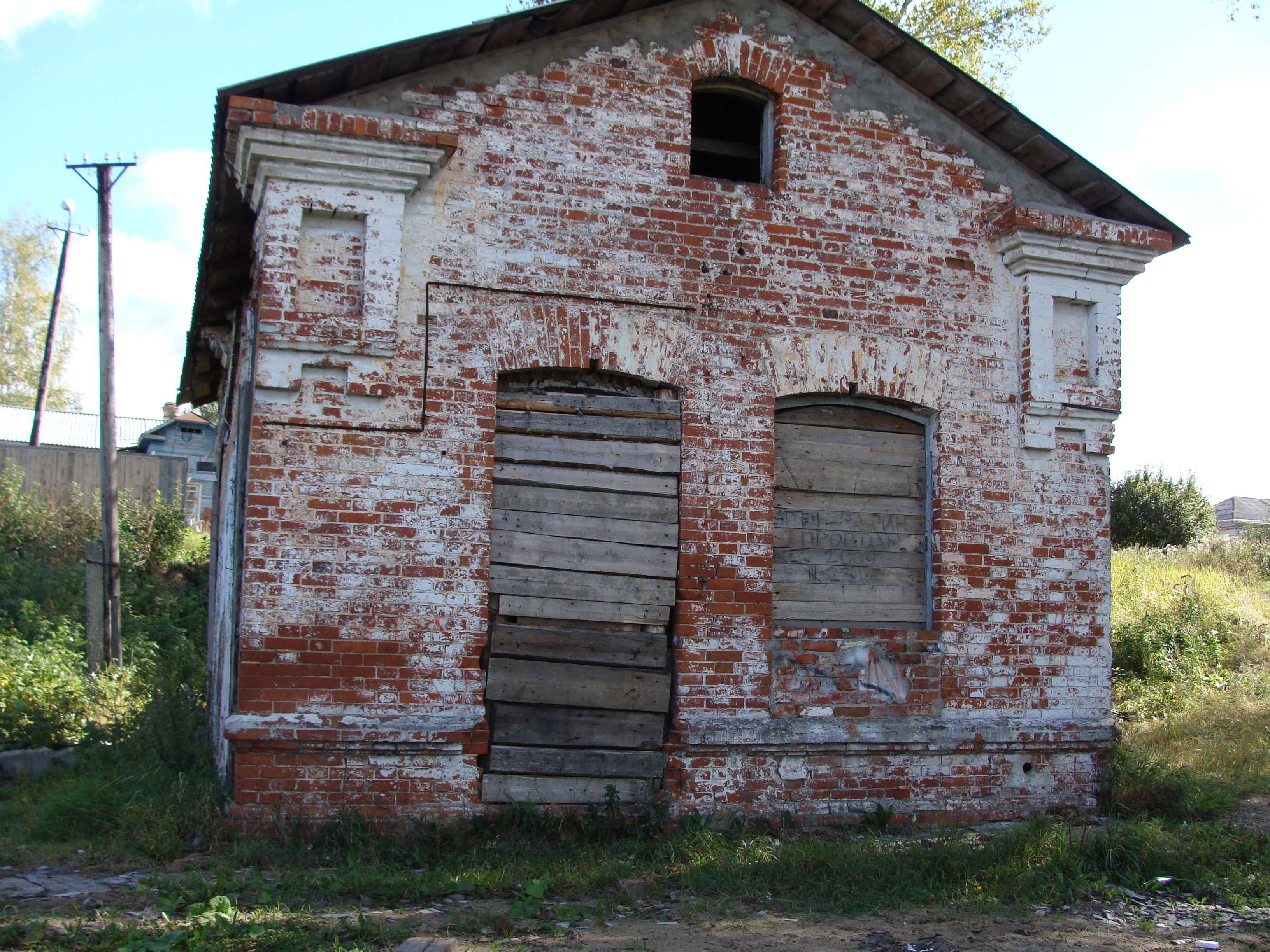
Насосная станция водопровода начала XX века, Котлас
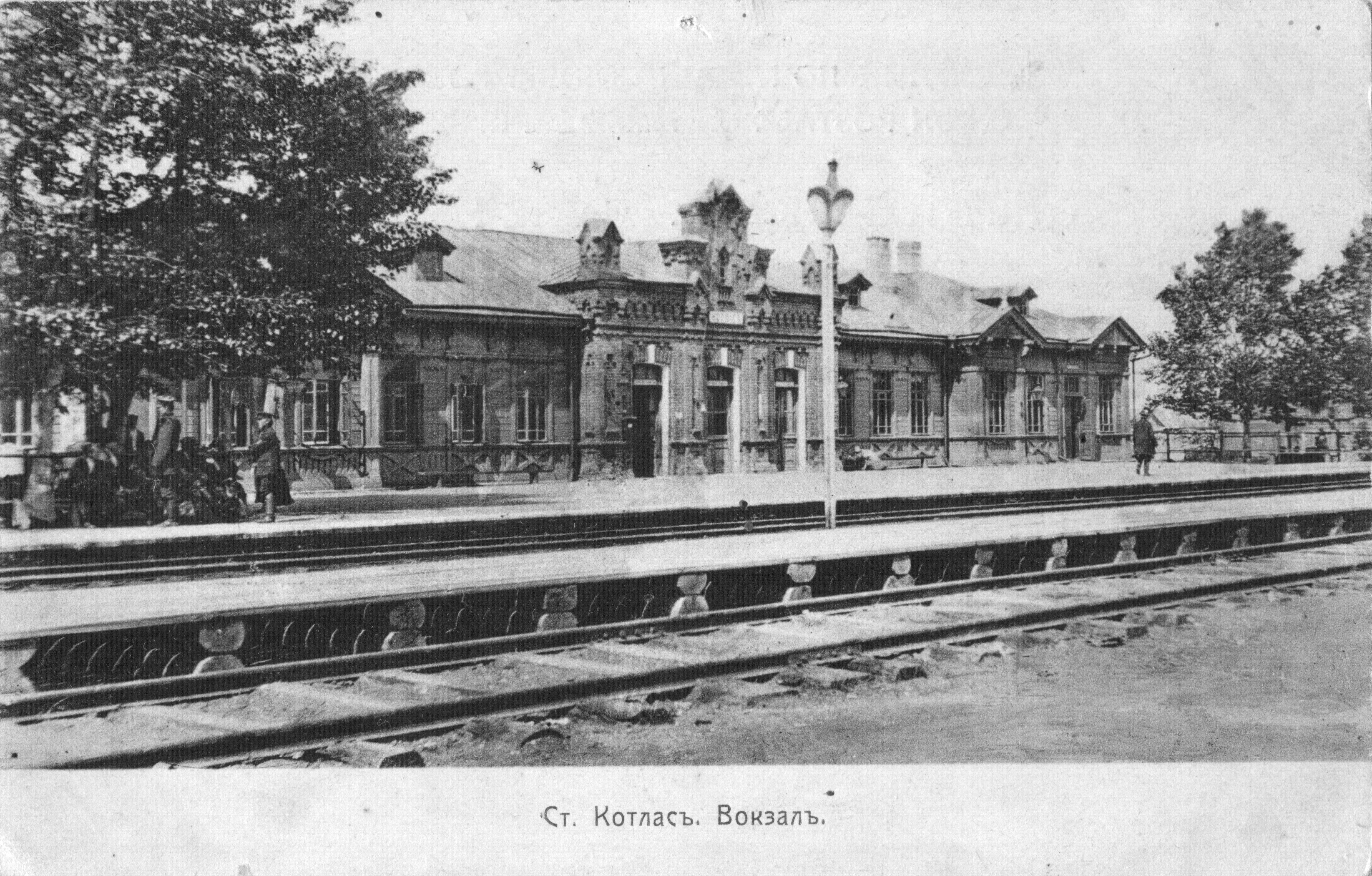
Начало XX века. Станция Котлас
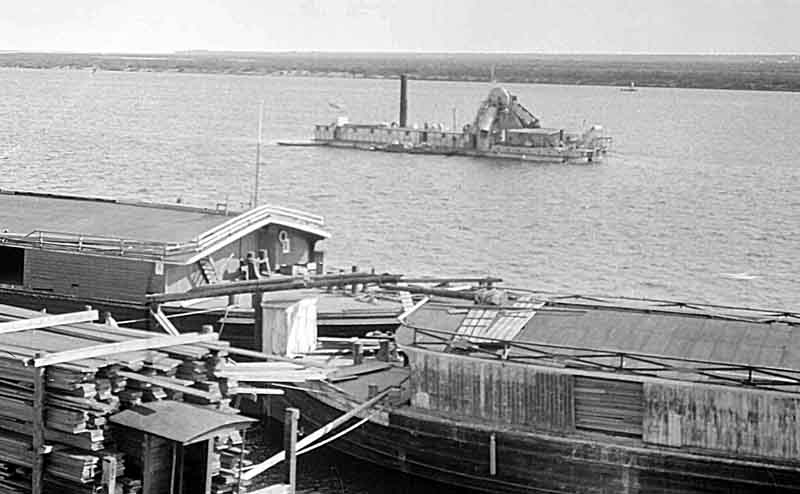
Землечерпалка в Котласе. 1911 год